# 福岡ユタカ
福岡 ユタカ（ふくおか ゆたか、本名：福岡 裕〈読み同じ〉）は、島根県浜田市出身の日本のミュージシャン・作曲家・音楽プロデューサー。愛称は、「エンチャン」。
ANN系列の報道番組『ニュースステーション』のテーマ曲「NEW STREAM 2000」（2000年1月4日 - 2002年3月29日）やシオノギ製薬の動脈硬化警告CM用オリジナル曲「アストロゼネカ」の作曲等で知られる。

## 来歴
- 1979年 - 窪田晴男らと人種熱結成。
- 1980年 - 人種熱が近田春夫のバックバンドとしてそのまま取り込まれる形で近田春夫&ビブラトーンズとしてレコードデビュー。パーカッションを担当。同時期にミュート・ビート、じゃがたらにも参加していた[2]
- 1983年 - PINK結成、ヴォーカルとバンドリーダーを務める
- 1990年 - 矢壁アツノブとHALO結成。アルバム2枚発表
- 1993年 - ソロ活動開始
- 2001年 - 石見神楽とのコラボレーションを追ったNHKドキュメンタリー『オタケビと神楽〜伝統が新しい音を創り出す〜』を制作
- 2004年 - ホッピー神山とのデュオアルバム『ママタンゴ』をリリース
- 2011年 - 宮本亜門演出「金閣寺」音楽監督
- 2013年 - 宮本亜門演出「耳なし芳一：小泉八雲」音楽監督

## ディスコグラフィー

### アルバム
- YEN（1993 アルファレコード）
- UR WORDS（1996 日本コロムビア）
- AILAA（1997 Sony Records）[3]
- Y.Voices（2000 テイチク）
- YEN CALLING DOCUMENTA（2000 テイチク）
- Calling〜YUTAKA FUKUOKA THE LATEST BEST（2001 テイチク）
- reminiscence（2002 テイチク）
- Y（2003 テイチク）

### シングル
- NEW STREAM 2000（2000 テイチク）

## テレビ音楽
- YASHA-夜叉-（テレビ朝日ドラマ）
- ニュースステーション（テレビ朝日）
- 奈良、飛鳥世界遺産の謎（テレビ東京）
- THE CONTINUUM:BEYOND THE KILLING FIELDS
- NHKスペシャル「巨大神殿は存在したか?（出雲大社再現）」
- レッツ!（日本テレビ）
- What's onn Japan（NHKBS・海外）
- BS朝日局タイトル
- Let's天才てれびくん（NHK）[4]
  - NHK Let's 天才てれびくんサウンドトラック（2017年、ポニーキャニオン、PCCG.01660）
    - 1. Let’s天才てれびくんオープニングテーマ2014
    - 2. Let’s天才てれびくんオープニングテーマ2015
    - 3. Let’s天才てれびくんオープニングテーマ2016
      - 1-3：作曲・編曲：福岡ユタカ、歌：木津茂理、福岡ユタカ、福岡奏

    - 4. 我らが活動の軌跡
    - 5. 時空関係を調整せよ
    - 6. 未来人あらわる
    - 7. 異対セン装備開発課
    - 8. 茶の間戦士訓練開始
    - 9. やんごとなき麿長官
    - 10. 進め!てれび戦士
    - 11. 考えろ!てれび戦士
    - 12. 行くぞ!てれび戦士
    - 13. オモイデ界に赴かん
      - 4-13：作曲・編曲：福岡ユタカ

    - 14. 進め!てれび戦士（2015年度挿入歌）
      - 14：作詞：ITAISEN文芸部、：作曲・編曲：福岡ユタカ、歌：てれび戦士2015

    - 15. 我らが進む道
      - 15：作曲・編曲：福岡ユタカ

    - 16. どちゃもん発見!
    - 17. 愛すべきどちゃもん
    - 18. どちゃもんの巣を探れ
    - 19. どちゃもんとの戦いA
    - 20. どちゃもんとの戦いB
    - 21. どちゃもんとの戦いC
    - 22. どちゃもんとの戦いD
    - 23. 異次元獣侵入
    - 24. 新型異次元獣
    - 25. 超次元帝国清掃課
    - 26. 忍び寄る清掃課
    - 27. 偉大なる超次元帝国清掃課
      - 16-27：作曲・編曲：福岡ユタカ

    - 28. キスミーきれいみー（2016年度挿入歌）
      - 28：作詞：松永天馬、作曲：おおくぼけい、編曲：アーバンギャルド、歌：ぱぺらび子ちゃん（浜崎容子from アーバンギャルド）

    - 29. 軋轢
    - 30. 世はすべて事もなし?
    - 31. コチリトラーロボと戦え!
    - 32. コチリトラーを突き放せ!
    - 33. コチリトラーに追いつけ!
      - 29-33：作曲・編曲：福岡ユタカ

    - 34. らちゃるら どちゃもん じゅにあ!!（『どちゃもん じゅにあ』オープニングテーマ）
      - 34：作詞：大森祥子、作曲：岡村みどり、歌：ちゅちゅり（柚木涼香）

    - 35. おそろいの今日（『どちゃもん じゅにあ』エンディングテーマ）
      - 35：作詞：大森祥子、作曲：岡村みどり、歌：しろ（下和田ヒロキ）

    - 36. にっぽん・なんばあず（2014年度エンディングテーマ）［住岡梨奈バージョン］
      - 36：作詞・作曲：石野卓球、歌：住岡梨奈

    - 37. にっぽん・なんばあず（2014年度エンディングテーマ）［てれび戦士バージョン］
      - 37：作詞・作曲：石野卓球、歌：てれび戦士2014

    - 38. めしどき むしゃりずむ（2015年度エンディングテーマ）
      - 38：作詞：上野茂都、作曲：上野耕路、歌：てれび戦士2015

    - 39. たりないドアー（2016年度エンディングテーマ）
      - 39：作詞：サエキけんぞう、作曲・編曲：窪田晴男、歌：てれび戦士2016

    - 40. ミッション成功!
      - 40：作曲・編曲：福岡ユタカ
- 風のスティグマ（UHFアニメ）
- イブニングワイド（TBS系）
- Nスタ（TBS系）
- 刀語（挿入歌「bahasa palus」ボーカル）
- ヨルムンガンド（挿入歌「ヨルムンガンド」ボーカル）
- ノラガミ（挿入歌「野良譚」ボーカル）
- かごしま大作戦　NHK）
- NHK 80周年CI NHK）
- 義経伝説　NHK）

## 舞台音楽
- 石見神楽東京公演（出演：美川西神楽保存会、ゲスト：オタケビ神楽団　2010年）
- 「金閣寺」（演出：宮本亜門、脚本：セルジュ・ラモット、原作：三島由紀夫　2011年）
- サウンドシアター「マーメイドブラッド」（作・脚本・演出：藤沢文翁　2012年）
- 「耳なし芳一：小泉八雲」（演出：宮本亜門　2013年）
- 朗読劇「画狂人北斎」（演出：宮本亜門　2017年）

## 映画音楽
- チンピラ（1984年）
- どろろ
- 怪童丸
- キャシャーン（ヴォィスパフォーマンス）

## CM曲
- メルセデス・ベンツ「Cクラス」（JAM広告音楽賞を受章　1994年）
- 花王ラビナス（1996年）
- 花王ラスティングファンデーション（1998年）
- アメリカン・エキスプレス [ I like Blue～]（1998年）
- リポビタンD（1998年）
- メルセデス・ベンツ（1998年・2010年）
- シェル石油（2001年）
- ネスカフェ（2001年・2009年）
- 東雲ツインタワー（2001年）
- コーセー（2001年）
- NTT DATA, Inc.（2001年）
- NTTドコモFOMA（2001年・2004年）
- 森アーツセンター（2002年）
- マツダ（2002年）
- 日本たばこ産業 禁煙キャンペーン（2002年）
- フロム A （2002年）
- EPSON海外（2002年）
- TDK（2004年）
- 損害保険ジャパン（2004年）
- 日本たばこ産業「マナー篇」（2005年）
- キリンビバレッジ「生茶」（2005年）
- 伊藤園「お〜いお茶」（2006年・2008年）
- パナソニック携帯電話（2006年）
- サッポロビール企業&黒ラベル（2006年）
- ポーラ化粧品（2007年）
- ヱビスビール（2007年）
- 高野山（2008年）
- コカ・コーラ（2008年）
- 本田技研工業企業CM（2008年）
- NTTドコモ（イチロー篇　2009年）
- 日立製作所企業CM（2009年）
- 伊藤ハム（2010年）
- コカ・コーラ「ZERO FREE」（中田英寿篇　2010年）
- パナソニック「ナノイー」（2010年）
- アストラゼネカ（心筋梗塞薬　2010年）
- 塩野義製薬動脈硬化警告CM（2010年）

## その他
- 島根県立しまね海洋館館内環境音楽

## プロデュース
- 堀ちえみ「愛のランナー」（作曲・編曲）
- 太田貴子「ZONE」「パッション」（作曲・編曲）
- 高橋洋子
- Saju
- かの香織（COCU*名義）「aromatica」（共同プロデュース）